# توماس اولرود
توماس اولرود (انگلیسی: Thomas Ulsrud؛ زادهٔ ۲۱ اکتبر ۱۹۷۱ – ۲۴ مهٔ ۲۰۲۲) ورزشکار کرلینگ اهل نروژ بود.